# Acraea rhodina
Acraea rhodina är en fjärilsart som beskrevs av Rothschild 1902. Acraea rhodina ingår i släktet Acraea och familjen praktfjärilar. Inga underarter finns listade i Catalogue of Life.